# Jean Rous
Pour les articles homonymes, voir Rous (homonymie).
 (janvier 2016).
Si vous disposez d'ouvrages ou d'articles de référence ou si vous connaissez des sites web de qualité traitant du thème abordé ici, merci de compléter l'article en donnant les références utiles à sa vérifiabilité et en les liant à la section « Notes et références ».
Jean Rous, né le 24 novembre 1908 à Prades (Pyrénées-Orientales) et mort le 21 février 1985 à Perpignan (Pyrénées-Orientales), est un avocat et homme politique français.

## Biographie

### Enfance et formation
Issu d'une famille engagée politiquement à gauche (son oncle, Joseph Rous, étant député socialiste), Jean Rous adhère tôt, à vingt ans, à la SFIO, tout en menant une carrière de journaliste, puis d'avocat.

### Carrière
Inscrit au barreau de Paris en 1931, il rencontre dans la capitale des militants communistes et, surtout, trotskystes, qui le conduisent à adhérer en 1934 à la Ligue communiste, puis suit le groupe bolchévique-léniniste qui rejoint la SFIO en août de cette même année. Il devient alors un des principaux dirigeant de ce groupe, et à ce titre est élu par le congrès de Mulhouse (1935) à la commission administrative permanente de la SFIO.
Il est cependant exclu des instances dirigeantes du parti socialiste dès la fin de l'année, pour s'être solidarisé avec les jeunesses socialistes parisiennes, exclues quelques semaines après le congrès.
Alors que le GBL connaît une grave crise opposant deux courants, celui de Pierre Naville et celui de Pierre Frank et Raymond Molinier, Rous est chargé par le secrétariat international trotskyste d'une mission de conciliation entre les trotskystes espagnols et le POUM, sans succès.
Devenu un des principaux dirigeants du Parti ouvrier internationaliste, et membre très actif du secrétariat international, proche de Léon Trotsky, il tente de convaincre sans y parvenir le POI de rejoindre, en 1938, le Parti socialiste ouvrier et paysan que vient de créer Marceau Pivert. Rous et ses proches quittent alors le parti trotskystes pour adhérer au PSOP, au sein duquel ils animent un courant La Voix de Lénine.
Dès le début de la guerre, le PSOP vole en éclats. Lorsque Rous est démobilisé, en août 1940, il participe à la constitution du Mouvement national révolutionnaire, ce qui lui vaut, en juillet 1941, une condamnation à six mois de prison pour « reconstitution de ligue dissoute ».
À partir de mai 1942, il gagne la zone sud et participe à la résistance au travers du mouvement Libérer et fédérer, proche du parti socialiste. Il rejoint d'ailleurs la SFIO en 1944 et entre en 1946 au comité directeur du parti.
Son retour au parti socialiste est cependant de courte durée. En 1948, en désaccord avec la direction sur les questions coloniales, il le quitte à nouveau et participe à la création du Rassemblement démocratique révolutionnaire, dont il est le secrétaire général.
Après l'échec du RDR, il participe à des revues de gauche, comme La nouvelle réforme, dirigée par Auguste Lecœur, ainsi qu'au Centre d'action des gauches indépendantes.
À partir de 1946, il se consacre cependant essentiellement aux questions coloniales, en tant qu'animateur principal du congrès des peuples contre l’impérialisme. Il noue des relations personnelles avec de nombreux chefs de file des mouvements anti-colonialistes et d'indépendance nationale, participe en 1955 à la conférence de Bandoeng, et publia de nombreux articles à ce sujet, ainsi qu'un ouvrage Tunisie, attention publié en 1952.
De retour à la SFIO en 1956, il participe en 1959 à la création du Parti socialiste autonome, dont il est le secrétaire général adjoint, puis à celle du Parti socialiste unifié en 1960, où il est chargé des questions liées à la décolonisation.
Il est alors appelé par Léopold Sédar Senghor, élu président de la république du Sénégal, dont il est un des principaux conseiller jusqu'en 1968.
De retour en France, il participe à la rédaction du journal Combat et, en 1972, quitte le PSU pour rejoindre le Parti socialiste refondé à Epinay. Il entre alors du Comité directeur du PS, où il siège jusqu'en 1977.
Pendant les années 1970, il se consacre à l'écriture, publiant notamment Tiers-monde, réforme et révolution en 1977, et Tito l'année suivante.

### Vie de famille
Le 28 juillet 1938, il épouse Maria Renucci.

## Ouvrages
- Espagne, 1936-1939, la Révolution assassinée, Lib. du Travail, 1939
- Troisième force ?, Éd. de la Pensée socialiste, 1947
- Tunisie attention, Les Deux Rives, 1952
- Le PSU Principes et perspectives, Les Temps modernes, 1960
- Chronique de la décolonisation, Présence africaine, 196
- Itinéraire d’un militant, Jeune Afrique, 1968
- Tiers-monde, réforme et révolution, 1977
- Tito, Martinsart, 1978
- Trotsky, Martinsart, 1978
- Un homme de l'ombre, Ed. Cana-Jean Offredo, 1983
- Habib Bourguiba, Martinsart, 1984
- Renaissance et mission de la Catalanité, 1991